# Otto Siebenbürger

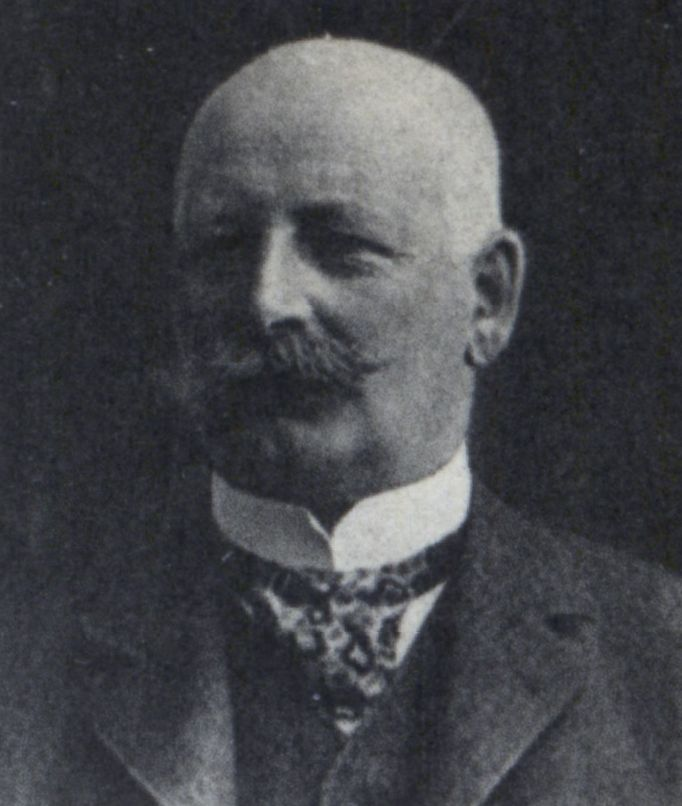
Otto Siebenbürger als Reichstagsabgeordneter 1912

Otto Gustav Alexander Siebenbürger (* 16. April 1849 in Höckenberg, Kreis Regenwalde; † 7. Januar 1936 in Kolberg) war Rittergutsbesitzer und Mitglied des Deutschen Reichstags.

## Leben
Siebenbürger besuchte das Gymnasium zu Greifenberg und die Kadettenhäuser Potsdam und Berlin. 1866 trat er als Fähnrich beim Infanterie-Regiment Nr. 54 ein, machte den Krieg gegen Österreich (Gefecht bei Gitschin und Schlacht bei Königgrätz) mit und wurde im September 1866 wegen Auszeichnung vor dem Feinde zum Offizier befördert. 1870 nahm er am Krieg gegen Frankreich teil (Schlacht bei Gravelotte und Schlacht bei Champigny, Cernierung von Paris), verwundet wurde er bei Gravelotte und später auf dem Marsch nach dem Jura. 
Im Dezember 1872 nahm er den Abschied als Premierleutnant, um das väterliche Gut Höckenberg im Kreis Regenwalde in Pommern zu übernehmen. Ab 1893 war er Pächter des Ritterguts Haseleu und ab 1909 des Ritterguts Mellen, sowie Besitzer des Ritterguts Bukowin, Kreis Lauenburg. Bis zum Verkauf des Gutes Höckenberg im September 1906 war er lange Jahre Amtsvorsteher, Standesbeamter, Kreistagsmitglied und Landschaftsdeputierter sowie Vorsitzender des landwirtschaftlichen Vereins im Kreise Regenwalde. Weiter war er Mitglied des Aufsichtsrats der Feuer- und Hagelversicherungs-Gesellschaft in Greifswald. Er wurde ausgezeichnet mit dem Eisernen Kreuz II. Klasse, dem Roten Adlerorden IV. Klasse, den Erinnerungsmedaillen 1866 und 1870/71 und der Zentenarmedaille.
Von 1907 bis 1918 war er Mitglied des Deutschen Reichstags für den Wahlkreis  Regierungsbezirk Stettin 6 (Naugard, Regenwalde) und die Deutschkonservative Partei.